# Galaktion Tabidze
Galaktion Tabidze (gruz. გალაკტიონ ტაბიძე; ur. 5 listopada?/17 listopada 1892 w Czkwiszi koło Wani, zm. 17 marca 1959 w Tbilisi) – gruziński poeta. 

## Życiorys
W czasie rewolucji październikowej popierał bolszewików.
W poezji początkowo, w drugiej dekadzie XX wieku był symbolistą, potem tworzył głównie lirykę. Po zabiciu przez władze w 1937 kuzyna Tycjana, który również był poetą i po aresztowaniu i zesłaniu w latach 30. XX wieku do gułagu ukochanej Galaktiona – Olgi Okudżawy (krewnej Bułata Okudżawy) zaczął pisać wiersze w stylu socrealistycznym sławiących komunizm. Być może zapobiegło to aresztowaniu i śmierci Galaktiona. Jednak przeżycia i zagrożenie doprowadziły poetę do choroby psychicznej pod koniec lat 30. XX wieku, a następnie do samobójczej śmierci w szpitalu psychiatrycznym. 
W Polsce jego wiersze wydano w obrębie antologii:
- Antologia poezji gruzińskiej. Wydawca Czytelnik, 1961, Warszawa.